# Хараджанян, Раффи Испирович
Раффи́ Испи́рович Хараджаня́н (латыш. Rafi Haradžanjans, арм. Րաֆֆի Իսպիրի Խարաջանյան; род. 27 февраля 1944, Ереван) — латвийский пианист армянского происхождения. Заслуженный артист Латвийской ССР (1982), доктор искусствоведения (1994), профессор.

## Биография
Родился 27 февраля 1944 года в Ереване. Сын известного дирижёра, заслуженного артиста Армянской ССР Испира Хараджаняна (1908—1997). В 1951—1962 годах учился на фортепианном отделении Ереванской средней специальной музыкальной школы имени П. И. Чайковского.
Окончил с отличием Ленинградскую государственную консерваторию имени H. A. Римского Корсакова (1968, класс Павла Серебрякова), у него же ассистентуру-стажировку (1971). Там же окончил аспирантуру по кафедре истории и теории исполнительского искусства (1973, творческий руководитель — профессор Лев Баренбойм). В 1974 году защитил диссертацию на соискание учёной степени кандидата искусствоведения, а в 1994 году — доктора искусствоведения.
С 1970 года живёт и работает в Риге. С 1970 года преподаёт в Латвийской государственной консерватории имени Я. Витола, с 2002 года — профессор кафедры специального фортепиано. Участник и председатель жюри международных конкурсов пианистов (Токио, Санкт-Петербург, Волгоград, Новгород, Костомукша, Ереван, Гюмри, Каунас, Клайпеда, Висагинас, Рига, Даугавпилс, Марупе). Среди учеников — победители международных конкурсов пианистов. В том числе: Рейнис Зариньш, Руслан Пережило, Глеб Беляев. Проводит мастер-классы в разных странах. Член Союза композиторов Латвии (с 1975 года.).
Известен выступлениями в составе Рижского фортепианного дуэта Riga piano duo вместе с латышской пианисткой Норой Новик (с 1968 года и до её кончины в 2009 году). Продолжает концертную деятельность с собственными выпускниками, в частности с Рейнисом Зариньшем, Русланом Пережило, Глебом Беляевым, Инесе Бушмане, Еленой Лыхварь, а также с профессором Армине Григорян. Участник многих международных фестивалей (в особенности фортепианных дуэтов) и авторских концертов композиторов (Э. Денисов, А. Арутюнян, С. Баласанян, М. Заринь, В. Гаврилин, О. Балакаускас, В. Баркаускас, О. Тактакишвили, Я. Иванов, Р. Кангро, Я .Ряэтс и др.), гастролировал во многих странах мира, в том числе в США (2007, 2008, 2010, 2012, 2014). Выступал с дирижёрами К. Кондрашиным, А. Янсонсом, С. Сондецкисом, В. Синайским, В. Зива, Л. Чкнаворяном, Д. Ханджяном и др. В разных странах записал вместе с Норой Новик ряд альбомов, на которых преобладают сочинения современных композиторов — в частности, Валерия Гаврилина, Петериса Васкса, Яана Ряэтса, Маргера Зариня, Раймо Кангро, Эгила Страуме. В июле 2012 г. награждён специальным призом Международного фестиваля в Сан-Франциско «за выдающийся художественный вклад Riga Piano Duo в жанре фортепианного дуэта».
Автор книги «Фортепианное творчество Арама Хачатуряна» (Ереван, 1973), многих статей на различных языках в сборниках по вопросам исполнительства и современного композиторского творчества, этнокультуры, а также композиций и аранжировок для двух фортепиано (некоторые изданы, в частности сборник балетной музыки А.Хачатуряна, «Маленькая соната» Р.Щедрина, «Токката» Я.Иванова, и записаны на CD). Общественный деятель (с 1990 г. возглавляет АНКОЛ — Ассоциацию национальных культурных обществ Латвии имени И. Козакевич). Член Национальной комиссии ЮНЕСКО (с 1989 г.). Многократно был членом Совета по вопросам нацменьшинств президента Латвийской Республики и подобного Совета при Минкульте ЛР. 
Удостоен гражданства Латвии «за особые заслуги» (1995 г.).

## Награды
- Кавалер ордена Трёх звёзд (11 октября 2002 года)[2].
- Медаль Признательности[арм.] (11 апреля 2024 года, Армения) — за вклад в укрепление и развитие армяно-латвийских дружественных связей и сохранение армянских культурных ценностей[3].
- Заслуженный артист Латвийской ССР (1982 год).